# Regering-Geens IV
De regering-Geens IV (18 oktober 1988 - 21 januari 1992) was de vierde en laatste Vlaamse Executieve onder leiding van Gaston Geens. Bij de staatshervorming van 1988 werd opnieuw afgesproken om de Vlaamse Regering (toen nog Vlaamse Executieve) voor vier jaar proportioneel samen te stellen. Dit was ook al het geval bij de regering-Geens I. Deze regering bestond dus opnieuw uit 4 partijen: CVP, SP, PVV en VU.
De Vlaamse Executieve werd op 18 oktober 1988 geïnstalleerd door de Vlaamse Raad met 112 stemmen voor, 41 tegen en 1 onthouding. Toen was er nog niets bekend over de bevoegdheidsverdeling en het regeerakkoord. Die werden pas na de eedaflegging onderhandeld. De PVV keurde de regeringsverklaring niet goed en gedroeg zich eerder als een oppositiepartij.

## Verloop
Na drie weken kwam er een akkoord tussen de gemeenschapsministers van CVP, SP en VU. De PVV liet het als feitelijke oppositiepartij afweten. Het eigenaardige was echter dat de liberale ministers geacht werden dit akkoord te volgen. Ondanks ze er niet aan hebben meegewerkt en ook al waren ze op vele punten ronduit tegen. De vier grote Vlaamse partijen waren echter gedoemd tot oktober 1992 samen te besturen volgens de wet.
Het regeerakkoord van deze regering verschilde onbetwistbaar op vele vlakken van de vorige Vlaamse regeerakkoorden. Om te beginnen was het uitgebreider aangezien de jongste staatshervorming meer beleid gaf aan de Vlaamse gemeenschap. Maar dat was niet het opvallendste. Vooral de spirit van het regeerprogramma was anders: planmatig, geprogrammeerd en met een volwaardig publiek initiatief. De socialistische inbreng was vooral te merken op economisch vlak. Daarnaast werd ook de zorg voor het milieu sterk in de verf gezet, onder invloed van de VU.

## Samenstelling
De regering-Geens IV bestond uit 11 ministers (10 ministers + 1 minister-president). CVP had 5 ministers (inclusief de minister-president), SP 3, PVV 2 en VU 1.
| Minister                            | Minister                         | Minister                    | Bevoegdheid                                   | Termijn                           | Partij |
| ----------------------------------- | -------------------------------- | --------------------------- | --------------------------------------------- | --------------------------------- | ------ |
|                                     |                                  | Gaston Geens (1931-2002)    | Voorzitter                                    | 18 oktober 1988 - 21 januari 1992 | CVP    |
| Financiën en Begroting              |                                  | Gaston Geens (1931-2002)    |                                               | 18 oktober 1988 - 21 januari 1992 | CVP    |
|                                     |                                  | Norbert De Batselier (1947) | Vicevoorzitter                                | 18 oktober 1988 - 21 januari 1992 | SP     |
| Economie, Middenstand en Energie    |                                  | Norbert De Batselier (1947) |                                               | 18 oktober 1988 - 21 januari 1992 | SP     |
|                                     |                                  | Louis Waltniel (1925-2001)  | Ruimtelijke Ordening en Huisvesting           | 18 oktober 1988 - 8 januari 1992  | PVV    |
|                                     |                                  | Jan Lenssens (1935-2006)    | Welzijn en Gezin                              | 18 oktober 1988 - 21 januari 1992 | CVP    |
|                                     |                                  | Roger De Wulf (1929-2016)   | Tewerkstelling                                | 18 oktober 1988 - 21 januari 1992 | SP     |
|                                     |                                  | Theo Kelchtermans (1943)    | Leefmilieu, Natuurbehoud en Landinrichting    | 18 oktober 1988 - 21 januari 1992 | CVP    |
|                                     |                                  | Patrick Dewael (1955)       | Cultuur                                       | 18 oktober 1988 - 21 januari 1992 | PVV    |
| Ruimtelijke Ordening en Huisvesting | 8 januari 1992 - 21 januari 1992 | Patrick Dewael (1955)       |                                               |                                   | PVV    |
|                                     |                                  | Hugo Weckx (1935)           | Volksgezondheid en Brusselse Aangelegenheden  | 18 oktober 1988 - 21 januari 1992 | CVP    |
|                                     |                                  | Daniël Coens (1938-1992)    | Onderwijs                                     | 18 oktober 1988 - 21 januari 1992 | CVP    |
|                                     |                                  | Luc Van den Bossche (1947)  | Binnenlandse Aangelegenheden en Openbaar Ambt | 18 oktober 1988 - 21 januari 1992 | SP     |
|                                     |                                  | Johan Sauwens (1951)        | Openbare Werken en Verkeer                    | 18 oktober 1988 - 21 januari 1992 | VU     |

### Herschikkingen
- Op 8 januari 1992 stapt Louis Waltniel uit de regering. Zijn bevoegdheden worden overgenomen door Patrick Dewael.